# René García Lizarralde
René Garcia, né René García Lizarralde à Bogota le 20 avril 1939 et mort à Bogota le 30 mai 1994, est un prêtre catholique Colombien réformiste et d'opposition. Il est un des fondateurs du « groupe Golconda » en juillet 1968. Il publie un essai "Révolution : Impératif Chrétien" et manifeste contre l'injustice sociale et dénonce notamment la spoliation des paysans par les grands propriétaires. René Garcia, Luis Currea García et le prêtre espagnol Domingo Lain expulsé de l'archidiocèse de Cartagène,  lancent de véhémentes attaques contre la hiérarchie catholique et demandent un " autre regard de l'Église sur le marxisme ". Il rejoint le mouvement de la gauche revolutionnaire ELN, guerilleros engagés et d'action en réaction à la timidité des années 1960

## Biographie
Ses parents Gustavo García Ordoñez et Cecília Lizarralde. la famille de René Garcia est de tradition catholique, son grand-père Joaquín García Benítez étant évêque à Medelin et son oncle Joaquín García Ordoñez, évêque de Santa Rosa de Osos (Antioquía). 
A 12 ans il entre au Petit Séminaire de l'Archidiocèse de Bogota, et en 1964 il est ordonné prêtre. Il est chargé de s'occuper de la Jeunesse ouvrière catholique, comme  assesseur, chargé des problèmes sociaux. 
Cette situation lui fait prendre conscience de l'antagonisme social du capitalisme et du catholicisme. Il fait la connaissance du marxiste et mathématicien Germán Zabala Cubillos avec qui, il travaillera quelques années sur ce sujet.
En 1968 il participe au rassemblement de prêtres catholiques à Golconda, et sera leader du Groupe Golconda (Colombie). Il sera actif à Bogotá et Colombia, collaborateur du periodique Frente Unido (théologie de la libération), et conférencier en université, il fera la promotion d'idées considérées subversives par les autorités eclesiastiques et les dirigeants. Il sera incarcéré et torturé, et plus tard, il sera suspendu du sacerdoce par l'archevêque de Bogota " Aníbal Muñoz Duque. Le 30 mai 1994, il décède des suites d'un problème cardio-respiratoire.